# Heinz Faulstich
Heinz Reinhold Faulstich (* 25. Oktober 1927 in Aschaffenburg; † 10. Juni 2014 in Konstanz) war ein deutscher Psychiater und Psychotherapeut. Er forschte über Psychiatriegeschichte, insbesondere über das Hungersterben in der Psychiatrie.

## Leben und Wirken
Heinz Faulstich wurde am 25. Oktober 1927 in Aschaffenburg geboren. Er war der Sohn des Bäckermeisters Leo Faulstich und seiner Ehefrau Katharina, geb. Naumann. Als Gymnasiast wurde er für zwei Jahre als Luftwaffenhelfer, Arbeitsmann und Soldat eingezogen. Er wurde verwundet und geriet in Gefangenschaft. Anschließend absolvierte er einen halbjährigen Kriegsteilnehmer-Kurs an der Oberrealschule in Aschaffenburg und bestand dort 1946 das Abitur. 
Im Frühjahr 1947 begann er an der Philosophisch-Theologischen Hochschule zu Bamberg das Studium der Medizin, wechselte zunächst nach Erlangen, dann nach Tübingen, wo er 1952 das Staatsexamen ablegte und sich 1953 mit einer psychologischen Schrift zum Komponisten Mikalojus Konstantinas Čiurlionis promovierte. Er ließ sich in den USA, der Schweiz und Deutschland zum Facharzt ausbilden, arbeitete an verschiedenen Kliniken, u. a. Ende der 1950er Jahre unter Ernst Kretschmer an der Universitäts-Nervenklinik Tübingen, und absolvierte eine Lehranalyse. 1969 kam er ans Psychiatrische Landeskrankenhaus Reichenau, als dessen stellvertretender Direktor er von 1973 bis 1990 wirkte.
Heinz Faulstich recherchierte mit höchster Akribie die Geschichte der badischen Psychiatrien. Die Schicksale der auch in Südbaden während der Aktion T4 ermordeten Menschen waren wie Puzzleteile auf verschiedene Krankenakten verteilt. Das Bild, das Faulstich zusammensetzte, war nur schwer zu ertragen. Aber seine Arbeit schuf ein wissenschaftliches Fundament für ein Verständnis der Vorgänge, auf das bis heute auch überregional Bezug genommen wird. Seine Recherchen brachten noch weitere Ungeheuerlichkeiten zutage, die gänzlich vergessen worden waren, vor allem das systematische Verhungernlassen von Kranken auch in Friedenszeiten. Faulstich sah sich darüber hinaus als Psychiater in der Verantwortung denjenigen Menschen gegenüber, welche die NS-Medizin durch Zwangssterilisationen verstümmelt hatte. Um 1990 lebten noch viele von ihnen weitestgehend unsichtbar auch in Südbaden. Bis in jüngste Zeit mussten sie darum kämpfen, als Opfer des Nationalsozialismus anerkannt zu werden. Heinz Faulstich unterstützte viele Betroffene der Zwangssterilisationen in ihrem Kampf vor Gericht. Auch an der Errichtung eines von einer Gruppe Mitarbeiter finanzierten Mahnmals für die Opfer der NS-Psychiatrie am Landeskrankenhaus Reichenau war er beteiligt.

## Auszeichnungen
- Februar 2001: Bundesverdienstkreuz v. a. für seine Aufarbeitung der Psychiatriegeschichte
- 2004: Albert-Fraenkel-Plakette der Bezirksärztekammer Südbaden

## Werke
- Neben dem Morden noch ein geplantes Hungersterben? – Ein Aufruf zum (Nach-)Forschen. In: Spektrum der Psychiatrie und Nervenheilkunde, 19 (1990), H. 4, 158–162
- Von der Irrenfürsorge zur „Euthanasie“. Geschichte der badischen Psychiatrie bis 1945. Lambertus, Freiburg 1993, ISBN 3-7841-0664-1[10]
- Hungersterben in der Psychiatrie. Mit einer Topographie der NS-Psychiatrie. Lambertus, Freiburg 1998, ISBN 3-7841-0987-X (Inhaltsverzeichnis)
  - Rezensionen des Buches: Hungersterben in der Psychiatrie. Mit einer Topographie der NS-Psychiatrie.
    - Udo Schumacher: Rezension Sachbuch: Ballastmenschen. Heinz Faulstichs umfangreiche Untersuchung über das „Hungersterben“ in psychiatrischen Anstalten. In: Frankfurter Allgemeine Zeitung. 14. Dezember 1998.
    - Götz Aly: Heinz Faulstich über das Hungersterben in den psychiatrischen Anstalten Deutschlands zwischen 1914 und 1949: Da brauchten die Narren erst recht nichts. In: Berliner Zeitung. 20. Februar 1999.
    - Margret Hamm: Hungersterben in der Psychiatrie. In: Studienkreis Deutscher Widerstand 1933–1945: informationen. Nr. 55 (Juni 2002).
- Abseits von T4-Aktion und Reichsausschussprogramm. Hungersterben in der Psychiatrie. In: Christoph Kopke (Hrsg.): Medizin und Verbrechen. Festschrift zum 60. Geburtstag von Walter Wuttke. Klemm und Oelschläger, Ulm 2001, ISBN 3-932577-32-9, S. 84–96
- Zwischen Staatsanstalt und Lokalversorgung. Zur Unterbringung der Konstanzer Geisteskranken im 19. Jahrhundert (= Kleine Schriftenreihe des Stadtarchivs Konstanz. Band 5). UVK, Konstanz 2007, ISBN 978-3-89669-620-5